# Jerwand Kotschar
Jerwand Kotschar (armenisch Երվանդ Քոչար; * 15. Juni 1899 in Tiflis; † 22. Januar 1979 in Jerewan) war ein  armenischer Maler und Bildhauer.
Jerwand Kotschar absolvierte die Nersisian Schule in Tiflis und studierte in Moskau Malerei. Er emigrierte 1922 nach Paris, wo er bis 1936 lebte und arbeitete. Dort hatte er Ausstellungen zusammen mit Georges Braque, Henri Matisse, Pablo Picasso, Fernand Léger, Giorgio De Chirico. Jerwand Kotschar gehörte der Pariser Schule an. Er verarbeitete viele Einflüsse seiner Zeit wie den Kubismus und Futurismus. Nach seiner Emigration nach Armenien 1936 wurde er als Bildhauer bekannt. Nach 1945 stellte er auch in Paris aus.
Sein bekanntestes Werk ist die ab 1965 ausgeführte monumentale Reiterstatue des David von Sasun, die vor dem Bahnhof Jerevans aufgestellt wurde. Für dieses Werk erhielt er 1967 den armenischen Staatspreis. 1975 wurde eine weitere Reiterstatue des Vardan Mamikonian enthüllt. Kotschar starb 1979. Ein nach ihm benanntes Museum wurde 1984 in Jerewan eröffnet.